# Un mundo perfecto (película)
Un mundo perfecto (título original: A Perfect World) es una película de 1993 dirigida por Clint Eastwood y protagonizada por Kevin Costner.

## Argumento
Ambientada en Texas, en 1963; el delincuente Robert 'Butch' Haynes se escapa de la cárcel de Huntsville y, en su huida, secuestra a un niño de ocho años, perteneciente a una familia de testigos de Jehová. Así, entre aventuras, robos y mutuas confidencias se creará una amistad tan bonita como extraña y, a la vez, muy emocionante, ya que entre los dos se manifiesta una sensación de libertad.

## Reparto
- Kevin Costner como Robert "Butch" Haynes
- Clint Eastwood como Chief "Red" Garnett
- Laura Dern como Sally Gerber
- T.J. Lowther como Philip "Buzz" Perry
- Keith Szarabajka como Jerry Pugh
- Bradley Whitford como Bobby Lee
- Mary Alice como Lottie

## Producción
Eastwood recibió el guion de Un mundo perfecto cuando se encontraba realizando En la línea de fuego. También se encontraba en plena carrera al premio Oscar como actor y director por Unforgiven y vio Un mundo perfecto como una oportunidad para trabajar como director únicamente y tomarse un descanso como actor. Sin embargo, después de que Kevin Costner leyó el guion de la película, este sugirió que Eastwood sería perfecto para el papel del Ranger de Texas Red Garnett. Eastwood estuvo de acuerdo, notando que la duración de ese personaje en la pantalla no sería tan significativa, permitiéndole trabajar detrás de cámaras la mayor parte del tiempo.
La película fue filmada en Martindale, Texas, entre las ciudades de San Marcos y Lockhart, en la primavera y verano de 1993.

## Recepción
Un mundo perfecto fue estrenada en los cines de Estados Unidos en noviembre de 1993, recaudando 31,1 millones de dólares en la taquilla de ese país y 104 millones en el resto del mundo, un total de 135,2 millones de dólares.
La película fue bien recibida por los críticos, con un 81% en Rotten Tomatoes basado en treinta y una reseñas. Fue elogiada considerablemente por su profundidad emocional y su acertada descripción de la psicología de una situación de rehenes. El sutil retrato de Kevin Costner del convicto prófugo Butch Haynes es el pilar del éxito de la película y ha sido considerada como una de las mejores actuaciones del actor al día de hoy. Roger Ebert del Chicago Sun-Times la llamó: "una película que cualquier director vivo podría estar orgulloso de firmar", mientras que The New York Times destacó: "Una película de intensa carga emocional aparentemente simple que marca el punto alto de la carrera como director del Sr. Eastwood hasta el momento".
Durante los años después de su estreno, la película fue elogiada por críticos como uno de los más satisfactorios logros de Eastwood como director y las escenas entre el convicto (Costner) y su joven cautivo (T. J. Lowther) han sido reconocidas como algunas de las secuencias más delicadamente realizadas de Eastwood. Cahiers du Cinéma seleccionó Un mundo perfecto como una de las mejores películas de 1993.